# William Alexander Hammond
William Alexander Hammond, nascido em 28 de Agosto de 1828 e falecido em 5 de Janeiro de 1900, foi um neurologista estadunidense e médico-cirurgião do exército daquele país.

## Obras
- (1856) The physiological effects of alcohol and tobacco upon the human system. Fort Riley
- (1857) Experimental Research Relative to the Nutritive Value and Physiological Effects of Albumen Starch and Gum, when Singly and Exclusively Used as a Food
- (1863) Treatise on Hygiene, with Special Reference to the Military Service
- (1866) On Wakefulness: With an Introductory Chapter on the Physiology of Sleep
- (1864) Lectures on venereal diseases. Filadélfia (Google Books)
- (1868) Physiological memoirs
- (1869) Sleep and Its Derangements
- (1871) Physics and physiology of spiritualism[3]
- (1871) Treatise on Diseases of the Nervous System Treatise on Diseases of the Nervous System, o mais antigo tratado americano de neurologia)[4]
- (1883) A Treatise on Insanity in its Medical Relations (Google Books)